# ISO 3166-2:CC
ISO 3166-2:CCはISOの3166-2規格のうち、CCで始まるものである。オーストラリア領ココス諸島の行政区分コードを意味する。ココス諸島はISO 3166-1(ISO 3166-1 alpha-2)で、CCを国コードとして割り振られている。ISO 3166-2:CCに対応する行政区分コードの割り当てはない。